# La simuladora
La simuladora es una película argentina dramática-policial de 1955 dirigida por Mario C. Lugones sobre el guion de Wilfredo Jiménez, basado en La simulación en la lucha por la vida, de José Ingenieros. Es protagonizada por Olga Zubarry, Lautaro Murúa, María Concepción César e Iván Grondona. Fue filmada en blanco y negro y se estrenó el 27 de octubre de 1955.

## Sinopsis
Para salvarse de la cárcel una mujer simula estar loca luego de matar al hombre que chantajeaba a su hermana.

## Reparto
- Olga Zubarry …Marisa Rivera
- Lautaro Murúa …Luis Fontana
- Mario C. Lugones
- María Concepción César
- Mónica Linares
- Iván Grondona
- Ángeles Martínez
- Margarita Corona
- Gilberto Peyret …Inspector Ferrari
- Jesús Pampín
- Luis Tasca …Mucamo
- Eduardo Bergara Leumann
- Alejandro Maximino
- Víctor Martucci
- Hedy Crilla
- Mariela Reyes
- Fernando Salas

## Producción
Inicialmente el guion iba a ser filmado por Estudios Mapol, con producción de Interamericana, dirigida por León Klimovsky y con Fanny Navarro en el rol protagónico.

## Comentarios
La Razón opinó:

”Dramático enfoque de una mujer y su fingida demencia…la intriga adolece de falta de cohesión en sus elementos narrativos.”

Poe su parte Manrupe y Portela escriben:

”Otra película standard de los ’50, en la que sólo se destaca la actuación de su protagonista. Lejadamente inspirada en La simulación en la lucha por la vida de José Ingenieros.”